# Erkrath-Gathemann-Kronprinz-Gebäudekomplex
Der Erkrath-Gathemann-Kronprinz-Gebäudekomplex ist ein 1910 bzw. 1913 errichtetes und 1927/28 erweitertes Bauensemble an der Independence Avenue in der namibischen Hauptstadt Windhoek. Es handelt sich um die markantesten Bauwerke aus Zeiten Deutsch-Südwestafrikas bzw. Südwestafrikas an der Windhoeker Hauptstraße.
Die Fassade wurde vorerst am 22. Mai 1987 als Nationales Denkmal eingetragen. Der Denkmalschutz wurde nicht verlängert.
In allen drei Gebäuden befinden sich heute (Stand Februar 2020) Einzelhandelsgeschäfte im Erdgeschoss sowie Büros in den oberen Stockwerken. Bis Ende 2016 befand sich hier auch das Gourmetrestaurant Gathemann.

## Geschichte
Das Erkrath-Gebäude wurde 1910 als Sitz der Purchasing and Sales Cooperative (Pty) Ltd. errichtet. Es war das erste Gebäude aus Sandstein seiner Art im Land. 1913 wurde dieses durch das Gathemann-Gebäude ergänzt, das dem Bürgermeister von Klein Windhoek, Heinrich Gathemann, als Sitz seiner Unternehmen diente. Zu Zeiten Südwestafrikas wurde das Gathemann-Gebäude 1927/28 durch einen Anbau erweitert. Verantwortlich für die Gebäude zeichnet Architekt Wilhelm Sander.
Das dritte Gebäude im Ensemble, das Kronprinz-Gebäude beheimatete Anfang des 20. Jahrhunderts das gleichnamige Hotel Kronprinz. Es wurde von Max Gartze geplant.
Seit 1994 befinden sich die Gebäude in Besitz des namibischen Architekten Rynand Mudge. 2017 wurde der Gebäudekomplex originalgetreu vom Eigentümer saniert.